# Abjat-sur-Bandiat
Abjat-sur-Bandiat é uma comuna francesa na região administrativa da Nova Aquitânia, no departamento Dordonha. 